# Maggie Gyllenhaal
Pour les articles homonymes, voir Gyllenhaal.
Margalit Ruth Gyllenhaal, généralement dite Maggie Gyllenhaal (en anglais : [ˈmæɡi ˈd͡ʒɪlənhɔːl] ; en suédois : [ˈjʏlːɛnˌhɑːl]), née le 16 novembre 1977 à Manhattan (New York), est une actrice et réalisatrice américaine.
Elle joue essentiellement dans des films indépendants.
Ses performances dans les rôles principaux de la comédie noire La Secrétaire (2002), du drame Sherrybaby (2006), de Crazy Heart (2010) et Oh My God ! (2011) sont acclamées par la critique et saluées par plusieurs récompenses.
Parallèlement, elle tient des seconds rôles dans des films à succès : Le Sourire de Mona Lisa (2003), World Trade Center (2006) ou encore The Dark Knight (2008).
Elle mène aussi une carrière saluée à la télévision, en tête d'affiche de la mini-série britannique The Honourable Woman (2014) puis de la série américaine The Deuce (2017-2019).

## Biographie

### Jeunesse et formation
Descendante de Leonard Gyllenhaal, Margaret Ruth Gyllenhaal est la fille du réalisateur Stephen Gyllenhaal et de la scénariste Naomi Foner Gyllenhaal. Elle est la sœur de l'acteur Jake Gyllenhaal. Elle a grandi à Los Angeles et étudié au lycée Harvard-Westlake d'où elle est sortie diplômée en 1995. Elle intègre ensuite l'université Columbia de New York, où elle étudie la littérature et obtient son diplôme en 1999. Elle part ensuite étudier à la Royal Academy of Dramatic Art de Londres.
Elle joue ses premiers rôles dans les films réalisés par son père : Waterland (1992), Une femme dangereuse (1993) et L'Héritage de Malcolm (1998). Par la suite, elle tient quelques seconds rôles, notamment aux côtés de son frère dans le film Donnie Darko en 2001.

### Révélation critique (années 2000)

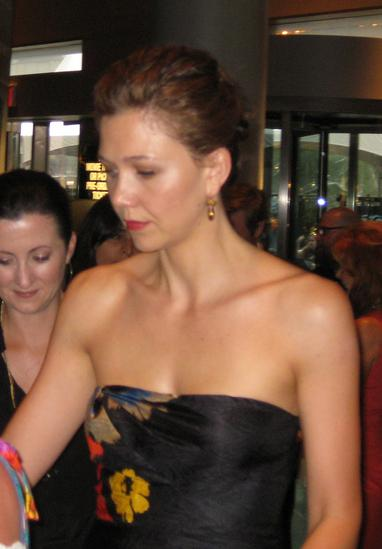
L'actrice à la première du blockbuster The Dark Knight à New York le 14 juillet 2008.

En 2002, son interprétation du rôle-titre du drame La Secrétaire lui vaut d'excellentes critiques et une nomination aux Golden Globes. La même année, elle tient un second rôle dans des films plus exposés : Adaptation, de Spike Jonze, puis Confessions d'un homme dangereux, première réalisation de George Clooney.
L'année suivante, elle joue dans la comédie dramatique Le Sourire de Mona Lisa, de Mike Newell.
En 2005, dans le film Happy Endings, elle joue une chanteuse aventurière qui séduit un jeune musicien homosexuel (Jason Ritter), ainsi que son riche père (Tom Arnold). Elle enregistre aussi des chansons pour la bande originale du film.
Elle continue par la suite à rester éloignée des productions commerciales. Seules exceptions en 2006 : la comédie dramatique L'Incroyable Destin de Harold Crick, de Marc Forster, puis la comédie romantique Chassé-croisé à Manhattan, écrite et réalisée par Bart Freundlich. Elle fait également partie de la distribution du mélodrame World Trade Center, d'Oliver Stone, et joue dans le sketch de Paris, je t'aime réalisé par le Français Olivier Assayas.
Cette même année, elle est surtout pour la seconde fois la tête d'affiche du film SherryBaby. Sa performance lui vaut une nomination au Golden Globe 2007 de la meilleure actrice.
L'année 2008 la voit connaître son plus gros succès commercial. Elle remplace en effet au débotté Katie Holmes dans le rôle de Rachel Dawes pour le blockbuster à succès The Dark Knight, réalisé par Christopher Nolan.
L'année suivante, elle joue dans la comédie dramatique Away We Go, de Sam Mendes, aux côtés de John Krasinski et Maya Rudolph. Elle tient aussi le premier rôle féminin du drame Crazy Heart, de Scott Cooper, porté par la performance de Jeff Bridges. Elle décroche une nomination à l'Oscar de la meilleure actrice dans un second rôle.
Durant ces années 2000, elle prête son image à plusieurs marques : en 2004 les vêtements de luxe Miu-Miu ; en 2006, le sportswear Reebok  et en 2007, la marque de lingerie Agent Provocateur.

### Du Royaume-Uni aux séries télévisées (années 2010)

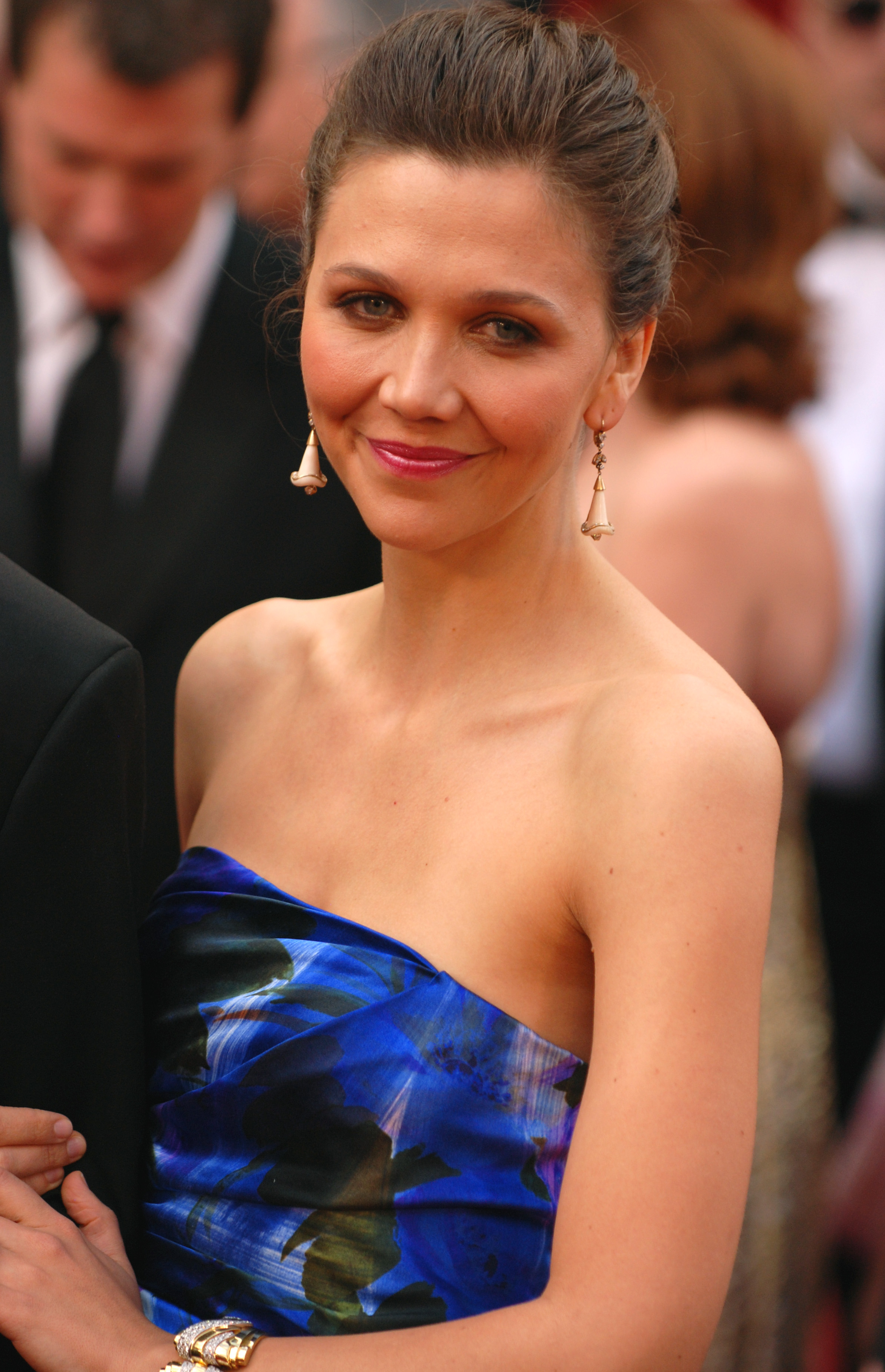
L'actrice à la des oscars en 2010, où elle est nommée à l'Oscar de la meilleure actrice dans un second rôle pour Crazy Heart.

Durant la décennie suivante, elle s'éloigne d'Hollywood pour tourner essentiellement en Grande-Bretagne.
En 2010, elle donne la réplique à Emma Thompson, interprète du rôle-titre de la comédie britannique Nanny McPhee et le Big Bang, suite du succès Nanny McPhee sorti en 2005.
L'année suivante, elle est pour la troisième fois tête d'affiche de la comédie romantique Oh My God !. Elle est secondée par Hugh Dancy et Rupert Everett.
En 2012, elle partage l'affiche du drame américain De leurs propres ailes avec Viola Davis. Mais l'année suivante, elle joue pour la seconde fois de sa carrière dans White House Down de Roland Emmerich.
En 2014, elle joue dans le film américain Frank, de Lenny Abrahamson, mais surtout incarne l'héroïne de la mini-série de la BBC The Honourable Woman. Elle décroche pour cela le Golden Globe 2015 de la meilleure actrice dans une mini-série, et reçoit une nomination aux Emmy Awards.
En 2018, sort sur la plateforme Netflix le film The Kindergarten Teacher, dont elle joue le rôle-titre. Mais surtout, elle partage l'affiche de la nouvelle série de David Simon, The Deuce, avec James Franco. Elle officie aussi comme productrice sur cette série qui connaît trois saisons sur la chaîne HBO. En 2018, elle reçoit une nomination au Golden Globe de la meilleure actrice.
En février 2017, elle est annoncée au jury international du 67e Festival de Berlin, sous la présidence du réalisateur Paul Verhoeven.
En 2020, elle se lance dans la réalisation de son premier film intitulé The Lost Daughter, adaptation du roman Poupée volée (La figlia oscura) d'Elena Ferrante, avec Olivia Colman et Dakota Johnson . Pour ce film, Gyllenhaal est nommée à l'Oscar du meilleur scénario adapté et au Golden Globe de la meilleure réalisation. En septembre 2021, lors du 78e Festival de Venise, son film remporte le prix du meilleur scénario.
En juillet 2021 elle fait partie du jury de Spike Lee, lors du 74e Festival de Cannes.
Elle réalise ensuite The Bride, prévu pour 2026.

### Engagements politiques
Le 24 avril 2003, Maggie Gyllenhaal tient un premier discours engagé à l'université de Caroline du Nord, dans lequel elle critique ouvertement l'industrie du film.
Elle réitère, le 22 avril 2005 au cours d'une interview sur une chaine câblée américaine, au cours de laquelle elle émet l'avis que les États-Unis ont leur part de responsabilité dans les attentats du 11 septembre 2001 : « Je pense que les États-Unis ont commis des actes répréhensibles et ont leur part de responsabilité ». Elle s'est aussi prononcée contre la guerre en Irak.
Avec son frère, ils ont réalisé un spot publicitaire pour Rock the Vote, et visité l'université du Sud de la Californie pour encourager les élèves à voter à l'élection présidentielle américaine de 2004, dans laquelle elle a soutenu John Kerry. Maggie a soutenu Barack Obama durant l'élection présidentielle américaine de 2008.

## Vie privée

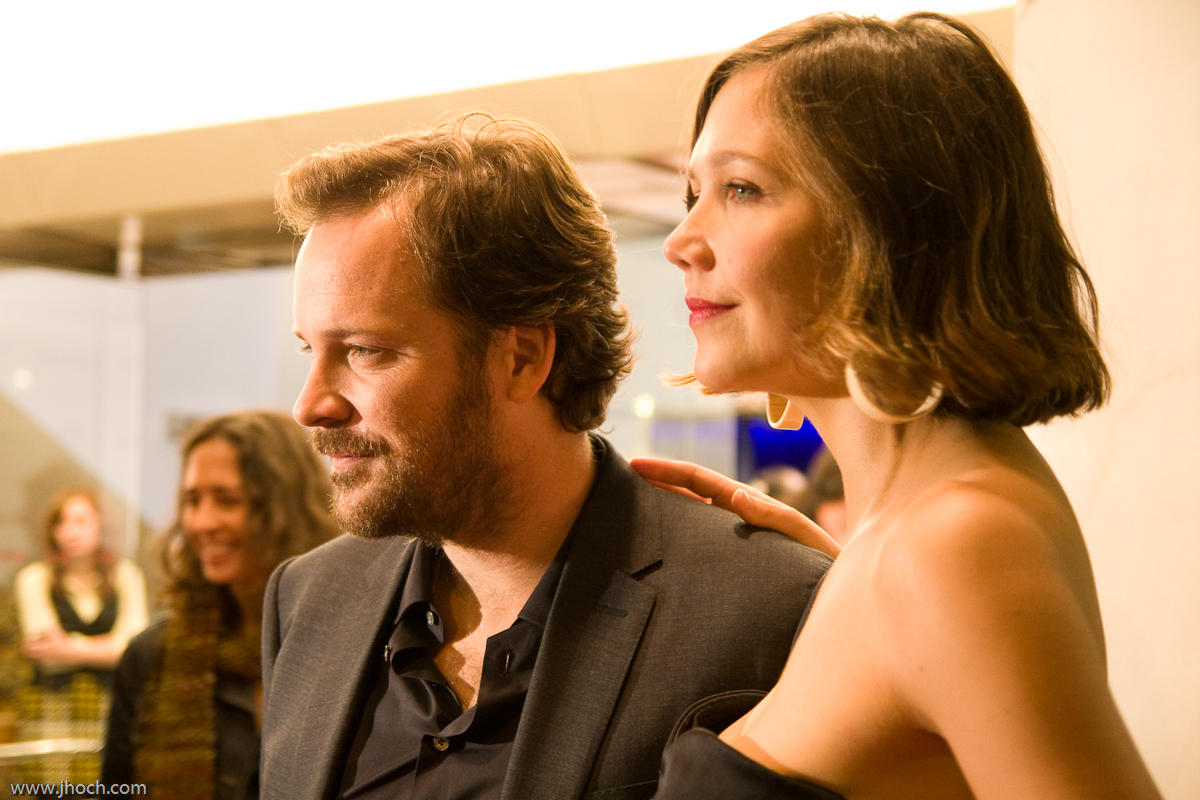
Maggie et son époux Peter Sarsgaard à la première du film Une éducation en octobre 2010

Depuis 2002, Maggie Gyllenhaal vit en couple avec Peter Sarsgaard. Ils annoncent leurs fiançailles en avril 2006 et ont leur premier enfant, une petite fille prénommée Ramona, le 3 octobre 2006. Le couple se marie le 2 mai 2009 en Italie. Maggie a donné naissance à un second enfant, une petite fille prénommée Gloria Ray, le 19 avril 2012.

## Filmographie

### Cinéma

#### Longs métrages
- 1992 : Waterland de Stephen Gyllenhaal : Maggie Ruth
- 1993 : Une femme dangereuse (A Dangerous Woman) de Stephen Gyllenhaal : Patsy
- 1996 : Shattered Mind de Stephen Gyllenhaal : L'employée du vestiaire
- 1998 : L'Héritage de Malcolm (Homegrown) de Stephen Gyllenhaal : Christina
- 1999 : Résurrection de Stephen Gyllenhaal : Mary
- 2000 : The Photographer (en) de Jeremy Stein : Mira
- 2000 : Cecil B. Demented de John Waters : Raven
- 2001 : Écarts de conduite (Riding in Cars with Boys) de Penny Marshall : Amelia Forrester
- 2001 : Donnie Darko de Richard Kelly : Elizabeth Darko
- 2002 : Confessions d'un homme dangereux  (Confessions of a Dangerous Mind) de George Clooney : Debbie
- 2002 : Adaptation de Spike Jonze : Caroline Cunningham
- 2002 : 40 jours et 40 nuits (40 Days and 40 Nights) de Michael Lehmann : Sam
- 2002 : La Secrétaire (Secretary) de Steven Shainberg : Lee Holloway
- 2003 : Le Sourire de Mona Lisa (Mona Lisa Smile) de Mike Newell : Giselle Levy
- 2003 : Casa de los babys de John Sayles : Jennifer
- 2004 : Criminal de Gregory Jacobs : Valerie
- 2004 : Strip Search (en) de Sidney Lumet : Linda Sykes
- 2005 : The Great New Wonderful de Danny Leiner : Emme
- 2005 : Happy Endings de Don Roos : Jude
- 2006 : L'Incroyable Destin de Harold Crick (Stranger than Fiction) de Marc Forster : Ana Pascal
- 2006 : Chassé-croisé à Manhattan (Trust the Man) de Bart Freundlich : Elaine
- 2006 : Sherrybaby de Laurie Collyer (en) : Sherry Swanson
- 2006 : Paris, je t'aime de Olivier Assayas : Liz
- 2006 : World Trade Center de Oliver Stone : Allison Jimeno
- 2006 : Monster House de Gil Kenan : Elizabeth « Zee » (voix)
- 2008 : The Dark Knight : Le Chevalier noir (The Dark Knight) de Christopher Nolan : Rachel Dawes
- 2009 : Away We Go de Sam Mendes : LN
- 2009 : Crazy Heart de Scott Cooper : Jean Craddock
- 2010 : Nanny McPhee et le Big Bang (Nanny McPhee and the Big Bang) de Susanna White : Mrs. Green
- 2011 : Oh My God ! (Hysteria) de Tanya Wexler : Charlotte
- 2012 : De leurs propres ailes (Won't Back Down) de Daniel Barnz : Jaime Fitzpatrick
- 2013 : White House Down de Roland Emmerich : Carol Finnerty
- 2014 : Frank de Lenny Abrahamson : Clara
- 2018 : The Kindergarten Teacher : Lisa Spinelli

### Télévision
Séries télévisées
- 2014 : The Honourable Woman : Nessa Stein
- 2017 - 2019 : The Deuce : Eileen « Candy » Merrell

Téléfilm
- 1998 : The Patron Saint of Liars de Stephen Gyllenhaal (téléfilm) : Lorraine Thomas

### Réalisatrice
- 2021 : The Lost Daughter
- 2026 : The Bride

## Distinctions

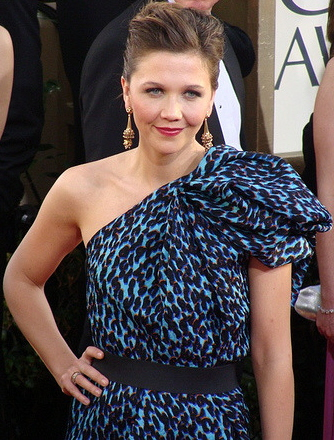
L'actrice aux Golden Globes en 2009.

### Récompenses
- National Board of Review 2003 : Meilleur espoir féminin pour La Secrétaire
- Chicago Film Critics Association Awards 2006 : Meilleure actrice dans un drame pour SherryBaby
- Festival international du film de Stockholm 2007 : Meilleure actrice dans un drame pour SherryBaby
- Golden Globes 2015 : Meilleure actrice dans une mini-série ou un téléfilm pour The Honourable Woman
- Mostra de Venise 2021 : Prix du meilleur scénario pour The Lost Daughter

### Nominations
- Boston Society of Film Critics Awards 2002 : Meilleure actrice dans une comédie ou une comédie musicale pour La Secrétaire
- Chicago Film Critics Association Awards 2002 :
  - Meilleur espoir féminin pour Adaptation
  - Meilleur espoir féminin pour Confessions d'un homme dangereux
- Toronto Film Critics Association 2002 : Meilleure actrice pour La Secrétaire
- Chicago Film Critics Association 2003 : Meilleure actrice dans une comédie ou une comédie musicale pour La Secrétaire
- Festival du film de Paris 2003 : Meilleure actrice pour La Secrétaire
- Golden Globes 2003 : Meilleure actrice dans une comédie ou une comédie musicale pour La Secrétaire
- Gotham Awards 2003 : Meilleure actrice dans une comédie ou une comédie musicale pour La Secrétaire
- Independent Spirit Awards 2003 : Meilleure actrice pour La Secrétaire
- Independent Spirit Awards 2005 : Meilleur second rôle féminin pour Happy Endings
- Festival international du film de Karlovy Vary 2006 : Meilleure actrice dans un drame pour SherryBaby
- Satellite Awards 2006 : Meilleure actrice dans un drame pour SherryBaby
- Golden Globes 2007 : Meilleure actrice dans un drame pour SherryBaby
- Oscars 2010 : Meilleure actrice dans un second rôle pour Crazy Heart
- Golden Globes 2022 : Meilleure réalisation pour The Lost Daughter
- Oscars 2022 : Meilleur scénario adapté pour The Lost Daughter

## Voix françaises
En France, Nathalie Bienaimé est la voix française régulière de Maggie Gyllenhaal.
Au Québec, elle est principalement doublée par Éveline Gélinas.